# Nová Hůrka
Nová Hůrka je malá vesnice, část obce Prášily v okrese Klatovy v Plzeňském kraji. Nachází se asi 6,5 kilometru severozápadně od Prášil. Vesnicí protéká Drozdí potok, který náleží do povodí řeky Křemelné, a probíhá jí silnice II/190. Je zde evidováno 32 adres. V roce 2011 zde trvale žilo 37 obyvatel.
Nová Hůrka leží v katastrálním území Hůrka u Železné Rudy o rozloze 28,46 km². V tomto katastrálním území leží o necelé dva kilometry jižněji i zaniklá osada Hůrka (Stará Hůrka).

## Historie
První písemná zmínka o vesnici pochází z roku 1790.

## Obyvatelstvo
| Rok            | 1869 | 1880 | 1890 | 1900 | 1910 | 1921 | 1930 | 1950 | 1961 | 1970 | 1980 | 1991 | 2001 | 2011 | 2021 |
| -------------- | ---- | ---- | ---- | ---- | ---- | ---- | ---- | ---- | ---- | ---- | ---- | ---- | ---- | ---- | ---- |
| Počet obyvatel | 558  | 612  | 836  | 735  | 395  | 375  | 382  | 0    | 0    | 0    | 0    | 0    | 8    | 37   | 30   |
| Počet domů     | 46   | 43   | 38   | 39   | 28   | 25   | 25   | 0    | 0    | 0    | 0    | 0    | 20   | 22   | 20   |

## Obecní správa
Při sčítání lidu v letech 1880–1899 Nová Hůrka byla osadou obce Stodůlky v okrese Sušice. V následujícím období byla osada úředně zrušena a jako část obce Prášily byla obnovena 1. ledna 1992 v okrese Klatovy.